# 寮國河流列表
寮國河流列表，列舉全部或部分流經寮國的河流，並依流域出海口由南至北排序。支流則由河口至源頭排序。

## 注入南中國海
- 湄公河
  - 公河：跨國河流，下游位於柬埔寨境內。
  - 敦河（色敦河）
  - 邦亨河（色邦亨河）
  - 邦非河（色邦非河）
  - 南屯河
    - 南蒙河

  - 南涅河
  - 南俄河
  - 黃河：跨國河流，中、下游為寮國、泰國界河
  - 南康河
  - 南森河
  - 南烏河
    - 南康河

  - 南本河
  - 南塔河
  - 南腊河
    - 南潤河：跨國河流，下游位於中國境內

## 注入北部灣
- 藍江（大江）：跨國河流，下游位於越南境內

- 馬江：跨國河流，下游位於越南境內
  - 朱江-南桑河：跨國河流，下游位於越南境內稱為朱江